# Al-Khor SC
L'Al-Khor SC (àrab: نادي الخور الرياضي, Nādī al-Ḫūr ar-Riyāḍī, ‘Club Esportiu d'al-Khor’) és un club qatarià de futbol de la ciutat d'Al-Khor.

## Història

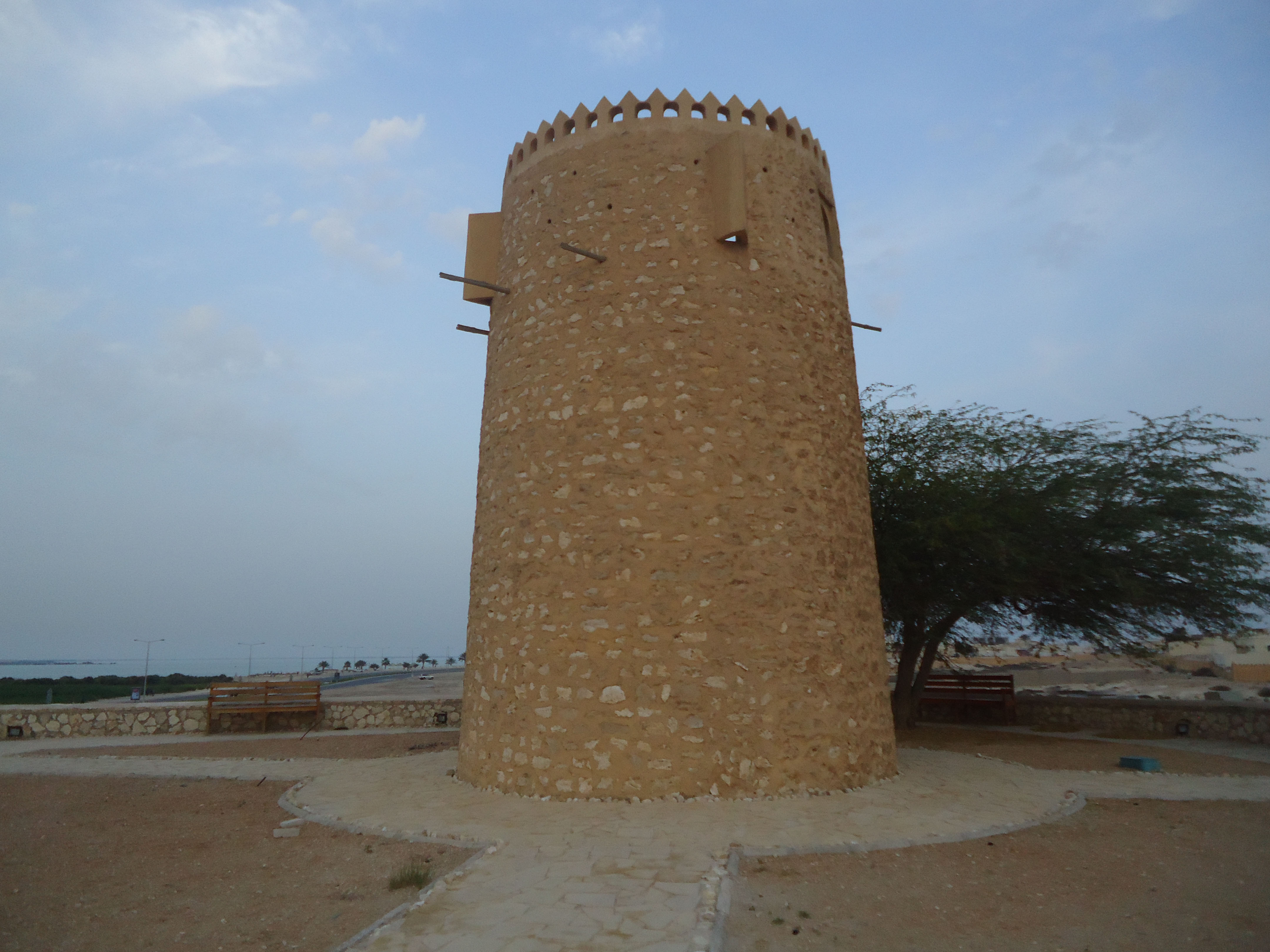
Una de les torres d'Al Khor, que representen el logo del club.

El club es fundà el 1961 com a al Taawun, el 1962 se li uneix al Jeel Sports Club i el 1964 Nadi al Aswad, el 2002 adopta l'actual nom.

## Palmarès
- Copa Príncep de la Corona de Qatar:[3]

2005
- Copa del Xeic Jassem de Qatar:[3]

2002
- Segona Divisió:

1983

## Jugadors destacats
- Mahdi Karim
- Younis Mahmoud
- Hawar Mulla Mohammed
- Rachid Rokki
- Euzebiusz Smolarek
- Fabricio Souza
- Alaa Abdul-Zahra